# T. F. Powys
Theodore Francis Powys, plus connu sous la forme T. F. Powys, est un écrivain britannique né le 20 décembre 1875 à Shirley, dans le Derbyshire, et mort le 27 novembre 1953 à Mappowder, dans le Dorset. Il est le frère des écrivains John Cowper Powys et Lewelyn Powys.
Inspiré par la Bible ainsi que par les écrits d'auteurs tels que Jonathan Swift, Thomas Hardy ou Friedrich Nietzsche, T. F. Powys est connu pour ses nouvelles et romans souvent allégoriques situés dans l'Angleterre rurale, où l'humour se mêle aux thèmes de la religion, de la mort ou de la cruauté. Il est notamment connu pour son roman Le bon vin de M. Weston,, dans lequel Dieu s'incarne en la personne d'un marchand de vin en visite dans un village.

## Biographie et œuvre
Theodore Francis Powys est né à Shirley dans le Derbyshire, où son père Charles Francis Powys (1843–1923) officie comme pasteur. Il fait partie d'une fratrie de onze enfants, dont John Cowper Powys et Llewelyn Powys, qui deviendront également des écrivains de renom. Ses autres frères et sœurs s'illustreront également dans les arts ou la littérature.
Son père ayant été nommé vicaire à Dorchester, il emménage avec sa famille dans le comté de Dorset en 1879. À l'âge de 20 ans, après avoir suivi un apprentissage dans l'agriculture, T. F. Powys s'établit comme fermier dans le comté de Suffolk. Il revient sur la côte du Dorset en 1901, où il se retire à Studland pour lire et écrire, puis s'installe dans le village de Chaldon Herring où il demeurera jusqu'en 1940. Il y épouse en 1905 Violet Dodd, âgée de dix-huit ans, fille d'un notaire des environs. Le couple aura deux fils et adoptera une fille.
Ses premiers écrits parus se composent d'un commentaire de la Genèse ainsi que de l'essai The Soliloquy of a Hermit (« Le monologue d'un ermite ») en 1918. À partir de 1923, il publie de nombreuses œuvres de fiction dont les très remarqués Le bon vin de M. Weston en 1927 (traduction française de Henri Fluchère, Gallimard, 1950) et De vie à trépas en 1931 (traduction de Marie Canavaggia, Gallimard, 1961).

## Œuvres
- Le Capitaine Patch, trad. fr. Henri Fluchère, Gallimard, 1952 ; rééd. Coll. L'imaginaire, Gallimard, 2002
- M. Bugby fait peur aux oiseaux, trad. fr. Patrick Reumaux, Jean-Cyrille Godefroy, 244 p., 1983
- Bruit et silence, Jean-Cyrille Godefroy, 259 p., 1984
- Le bon vin de M. Weston, trad. fr. Henri Fluchère, Gallimard, 1950 ; réed. Coll. L'imaginaire, 1986
- De vie à trépas, trad. fr. Marie Canavaggia, Gallimard, 1961 ; réed. 1999
- Dieu (et autres histoires), trad. fr. Patrick Reumaux, Phébus, 160 p., 1999
- Scènes de chasse en famille, recueil collectif de la famille Powys avec John Cooper, Llewellyn & Philippa, trad. fr. Patrick Reumaux, Éditions Brunet Elisabeth, 476 p., 2003
- Le fruit défendu, trad. fr. Patrick Reumaux, illus. Alexandre Clerisse, Éditions L'Arbre Vengeur, 128 p., 2006
- En douce dans un coin, trad. fr. Patrick Reumaux, Éditions Anabet, 320 p., 2010